# Stephanie Oursler
Pour les articles homonymes, voir Oursler.
Stephanie Oursler, née le 21 juin 1938 à Baltimore et morte en 2018 à Rome, est une artiste visuelle, militante politique et féministe américaine. Elle s'installe à Rome et fait partie de la Rivolta Femminile et de la Cooperativa Beato Angelico.

## Biographie
Stephanie Oursler est diplômée de littérature à l'Université George-Washington où elle enseigné plusieurs années. En 1969, elle est directrice du Women Center à New York. Elle est secrétaire nationale du Parti Paix et Liberté, en 1965-67. Elle milite au sein des Black Panthers en 1966-67.
Au début des années 1970, elle s'installe en Italie. Elle est membre de la Rivolta Femminile. Elle crée avec d'autres artistes la Cooperativa Beato Angelico, lieu d'exposition autogéré pour les artistes femmes à Rome. Elle expose à plusieurs reprises, à la galerie de Romana Loda, Multimédia à Erbusco.
En 1976, Stephanie Oursler publie Un album di violenza, qui retrace une année de violences faites aux femmes à partir de coupures de presse.
l segreto del Padiglione d’oro, exposition de 1979 de Stephanie Oursler est une autobiographie. L'installation comprend neuf salles. Chaque salle couvre une période de cinq ans. La dernière correspond à 1979, l'année des 41 ans de l'artiste. Chaque salle comprend des objets et des décors du parcours de vie de l'artiste et les violences qu'elle a traversées. Le sol est recouvert de copeaux de bois de couleur violette.
Suzanne Santoro et Stephanie Oursler sont toutes les deux originaires des États-Unis. Elles s'installent à Rome dans les années 1970. Elle se retrouvent à la Cooperativa Beato Angelico. Les deux artistes utilisent la photographie comme support et elles questionnent les violences de genre.

## Expositions
- Happy New Year, galerie Multimedia d'Erbusco, Brescia, 1975
- Time rites, Cooperativa Beato Angelico, Rome, 1976
- Il Volto sinistro dell'arte, galerie Multimedia d'Erbusco, Brescia, 1977
- l segreto del Padiglione d’oro, galerie Multimedia d'Erbusco, Brescia, 1979

## Publication
- 5 CUTS, publié en 1975, réédité en 2021[6]
- Un album di violenza, Edizioni delle Donne, 1976[7]
- (it) Il segreto del Padiglione d’oro, 1979